# Dunavac
Dunavac (cyr. Дунавац) – wieś w Serbii, w mieście Belgrad, w gminie miejskiej Palilula. W 2011 roku liczyła 496 mieszkańców.